# Devolutie
Devolutie of home rule is de overheveling van macht van een centrale overheid van een soevereine staat naar een onderliggend subnationaal bestuursniveau. De term is een vernederlandsing van het Engelse devolution en vervolgens ook van het werkwoord 'to devolve'. Deze laatste betekent de overdracht van macht of verplichtingen van een hogere autoriteit naar een lagere. Het gaat dus om een decentralisatie van een unitaire staat die meestal voortkomt uit de vraag van regionale niveaus om een grotere bestuursautonomie te verkrijgen. Deze vraag is vaak het gevolg van subnationale spanningen binnen een staat om tegemoet te komen aan regionalistische en soms nationalistische wensen. Het resultaat van devolutie is dat het versterkte deelgebied een overheidsniveau creëert dat een tussenliggende positie zal innemen tussen de centrale en lokale overheden. Devolutie mag daarenboven niet verward worden met het principe van federalisme. Hoewel bij beide er een overeenstemming bestaat wat betreft hun territoriale bevoegdheden, zijn de verantwoordelijkheden van een gedevolueerde overheid nog steeds onderworpen aan het centrale gezag. Juridisch gezien blijft een dergelijke staat nog steeds unitair, maar het staat vast dat zulke instellingen moeilijk zijn af te zwakken eenmaal ingesteld.

## Spanje
Spanje is een van de oudste voorbeelden van devolutie in Europa. Het Koninkrijk Spanje was een eenheidsstaat sinds 1716, maar het werd opgedeeld in vijftig provincies waarvan elk over een zekere mate van regionaal zelfbestuur kon beschikken. Na de dood van generaal Franco in 1975 maakte Spanje een overgang door naar een democratisch staat, die in 1979 leidde tot de uitbreiding van het devolutieproces door de oprichting van 17 autonome gemeenschappen. Deze nieuwe regionale niveaus beschikken over verkozen parlementen met de bevoegdheid om hun interne beleid vorm te geven. Hoewel deze hervorming ontwikkeld werd om tegemoet te komen aan de aanhoudende vraag naar Catalaanse autonomie in Catalonië en de vraag naar Baskische autonomie in de Baskische gebieden, zorgde het voor een nieuwe golf van terrorisme vanwege de Baskische afscheidingsbeweging ETA.

## Frankrijk
De Franse overheid maakte ook gebruik van devolutie om tegemoet te komen aan de verzuchtingen van de regionale identiteit, voornamelijk dan in Bretagne en Occitanië waar sprake was van een opkomst van etnisch nationalisme. Belangrijk in Frankrijk was de overgang van een administratieve devolutie naar een wetgevende devolutie. Volgens een strategie van 'functioneel regionalisme' werden 22 regionale overheden opgericht in 1972 ten voordele van de administratieve coördinatie van plaatselijke beslissingen. Deze organisatie had weliswaar een gebrekkig democratisch gehalte en beschikte tevens over weinig macht. In 1982 werden deze instellingen omgevormd tot volwaardige regionale overheden met een raad die bestaat uit direct verkozen leden.
Daarnaast werd aan Corsica een speciale status toegediend om het separatisme en opkomend terrorisme te temperen. Het eiland werd een territoriale collectiviteit waardoor het over zelfbestuur kon beschikken.

## Verenigd Koninkrijk
In het Verenigd Koninkrijk werd devolutie toegepast na referenda in Wales en Schotland in september 1997. In 1998 werd het Schots Parlement, de Nationale Vergadering van Wales en het Assemblee voor Noord-Ierland opgericht. Deze beslissing kwam achttien jaar nadat gelijkaardige voorstellen afgevoerd werden in referenda met gekwalificeerde meerderheid in Wales en Schotland in maart 1979, hoewel in Schotland een kleine meerderheid het voorstel had gesteund.
De kwestie van de Ierse home rule overschaduwde de Britse politiek op het einde van de negentiende en aan het begin van de twintigste eeuw. Het verschilde wel van eerdere home rule-eisen voor de beweging Repeal door Daniel O'Connell in de eerste helft van de negentiende eeuw. Repeal betekende de herroeping van de Act of Union (1800) en de oprichting van een afzonderlijk parlement dat niet onderworpen was aan het Britse parlement en enkel een staatshoofd of monarch deelde tussen Groot-Brittannië en Ierland. Dit terwijl home rule betrekking had op de oprichting van een autonome regio met een eigen parlement binnen het Verenigd Koninkrijk. Dit home rule-parlement zou onderworpen worden aan het gezag van het Britse parlement.
Vanaf het einde van de negentiende eeuw eisten leiders van de Irish Parliamentary Party onder Isaac Butt, William Shaw and Charles Stewart Parnell een vorm van home rule met de oprichting van een bijkomend Iers parlement binnen het Verenigd Koninkrijk (en zo het Ierse parlement vervingen dat tot aan de Act of Union van 1800 bestond). Deze wens leidde tot de uiteindelijke invoering van vier Irish Home Rule Bills. Enkel de laatste twee werden goedgekeurd door het Britse parlement, de derde Government of Ireland Act (1914) na een lange parlementaire strijd, kreeg koninklijke steun en werd vervolgens opgeschort met het uitbreken van de Eerste Wereldoorlog. Enkel de laatste werd in werking gesteld namelijk de Government of Ireland Act (1920).
De derde Act werd tegengewerkt door de Ulster Unionist Party die de Ulster Volunteer Force oprichtte en de Ulster Covenant ondertekende om de wet te bestrijden. Hiermee kwam het vooruitzicht op een burgeroorlog steeds dichterbij. Ierse nationalisten waren ook niet bereid om toegevingen te doen of garanties te bieden om de angsten van de protestantse minderheid te verlichten. De vierde Act gaf aanleiding tot een Noord-Iers parlement voor zes graafschappen en een Zuid-Iers parlement voor zesentwintig graafschappen. Deze laatste werkte in de realiteit niet en dit Zuid-Ierland werd omgedoopt tot de Ierse Vrijstaat in 1922 na het Anglo-Iers Verdrag waardoor het de Ierse Republiek werd die vandaag nog bestaat.

## Europese Unie
De decentralisatietendens in Europa werd ook gevoed door ontwikkelingen in de Europese Unie, en vooral dan vanaf het einde van de jaren tachtig met de opkomst van het idee van een 'Europa van de Regio's'. Regionale en provinciale niveaus haalden voordeel uit de middelen die het Europees Fonds voor Regionale Ontwikkeling had voorzien. Ze zochten tevens naar directe vertegenwoordiging in Brussel en versterkten hun betrokkenheid bij economische plannen en de ontwikkeling van infrastructuur.

## Canada
Hoewel Canada een federale staat is, ligt een groot deel van zijn gebieden in het noorden onder het toezicht van de federale overheid en niet van de deelgebieden. Dit is al sinds 1870 toen Rupertland en het noordwestelijke territorium aan Canada werd gehecht. De Manitoba Act van 1870 richtte Manitoba op uit een stuk van Rupertland en wees de overblijvende gebieden toe aan Northwest Territories.
Sinds 1970 heeft de federale overheid van Canada de besluitvormingsbevoegdheid overgeheveld aan noordelijke overheden. Dit impliceert meer lokale controle en verantwoordelijkheid voor de noordelijke bevolking voor beslissingen die van belang zijn voor de toekomst van de territoria. Yukon werd in 1898 van de Northwest Territories gescheiden, maar bleef weliswaar een federaal territorium. Vervolgens ontstonden in 1905 de provincies Alberta en Saskatchewan uit de Northwest Territories. In 1999 richtte de federale overheid Nunavut op om tegemoet te komen een de eisen van de Inuit. Sindsdien heeft de federale overheid langzamerhand de wetgevende bevoegdheid gedevolueerd naar de territoria. De territoria zelf-voorzienend maken, voorspoed brengen en een grotere rol laten spelen in de Canadese federatie wordt beschouwd als een sleutelelement tot de ontwikkeling van het noorden van Canada. Tussen de drie territoria beschikt Yukon over de hoogste graad van devolutie.

## Lijst van unitaire staten met devolutie
| Staat               | Type      | Artikels deelgebieden                                                 |                                                                                    |                                                                              |
| ------------------- | --------- | --------------------------------------------------------------------- | ---------------------------------------------------------------------------------- | ---------------------------------------------------------------------------- |
| Italië              | republiek | Regio's van Italië                                                    | 15 regio's (met beperkte autonomie)                                                | 5 regio's met een bijzondere mate van autonomie (regioni a statuto speciale) |
| Madagaskar          | republiek | Provincies van Madagaskar                                             | 6 provincies                                                                       |                                                                              |
| Papoea-Nieuw-Guinea | monarchie | Provincies van Papoea-Nieuw-Guinea en Regio's van Papoea-Nieuw-Guinea | 18 provincies                                                                      | 1 autonome regio & 1 hoofdstedelijk territorium                              |
| Peru                | republiek | Regio's van Peru                                                      | 25 regio's                                                                         | 1 provincie van de eerste orde                                               |
| Salomonseilanden    | monarchie | Provincies van de Salomonseilanden                                    | 9 provincies                                                                       | 1 hoofdstedelijk territorium                                                 |
| Spanje              | monarchie | Autonome gemeenschappen van Spanje                                    | 17 autonome gemeenschappen                                                         | 2 autonome steden                                                            |
| Verenigd Koninkrijk | monarchie | Landen van het Verenigd Koninkrijk                                    | 4 constituerende landen, waarvan 3 overheden hebben die devolutie hebben ondergaan |                                                                              |

## Soorten devolutie
- Administratieve devolutie: dit is de zwakste vorm en impliceert dat regionale instellingen het beleid uitvoeren dat op een ander niveau beslist werd.
- Wetgevende devolutie of home rule: heeft betrekking op de inrichting van een verkozen vergadering op regionaal niveau die belast is met besluitvorming en van een zekere mate van fiscale onafhankelijkheid kan genieten.